# أوتو جون
أوتو جون (بالألمانية: Otto John)‏ هو محامي ومقاوم وسياسي ألماني، ولد في 19 مارس 1909 في ماربورغ في ألمانيا، وتوفي في 26 مارس 1997 في إنسبروك في النمسا.

## روابط خارجية
- أوتو جون على موقع IMDb (الإنجليزية)
- أوتو جون على موقع مونزينجر (الألمانية)
- أوتو جون على موقع كينوبويسك (الروسية)